# Expresul zăpezii (serial)
Expresul Zăpezii este un serial de televiziune post-apocaliptic distopian, care a avut premiera pe TNT pe 17 mai 2020. Se bazează atât pe filmul cu același nume din 2013, regizat de Bong Joon-ho, cât și pe romanul grafic francez din 1982 Le Transperceneige, din care a fost adaptat filmul, de Jacques Lob, Benjamin Legrand și Jean-Marc Rochette.
Serialul, o nouă ecranizare a continuității filmului, urmărește pasagerii Expresului Zăpezii, un tren gigantic, în continuă mișcare, care înconjoară globul și care transportă rămășițele umanității la șapte ani după ce lumea a devenit o pustietate înghețată. Serialul prezintă războiul de clasă, nedreptatea socială și supraviețuirea. Jennifer Connelly și Daveed Diggs joacă alături de Mickey Sumner, Annalize Basso, Sasha Frolova, Alison Wright, Benjamin Haigh, Roberto Urbina, Katie McGuinness, Susan Park, Lena Hall, Sheila Vand, Sam Otto, Iddo Goldberg și Jaylin Fletcher.De asemenea Rowan Blanchard, Steven Ogg și Sean Bean s-au alăturat în cel de-al doilea sezon.
În timp ce se desfășura la TNT de peste trei ani, seria s-a confruntat cu numeroase probleme de producție și întârzieri care sunt cauzate de diferențele de ecranizare dintre producătorii serialului și rețeaua de televiziune. Serialul a rămas la nivelul de dezvoltare până în mai 2019, când s-a anunțat că seria va fi difuzată pe rețeaua soră a TNT, TBS pentru o lansare în al doilea trimestru al anului 2020 și că a fost deja reînnoită pentru un al doilea sezon. Cu toate acestea, în septembrie 2019, decizia de a schimba rețelele a fost inversată.
Înainte de opririle studiourilor din cauza izbucnirii pandemiei COVID-19 în Statele Unite, cea mai mare parte a producției din al doilea sezon a fost finalizată. Al doilea sezon a avut premiera pe 25 ianuarie 2021. În ianuarie 2021, înainte de premiera celui de-al doilea sezon, serialul a fost reînnoit pentru un al treilea sezon. 

## Premisă
Acțiunea din Expresul Zăpezii are loc în 2026, la șapte ani după ce lumea a devenit un pustiu înghețat și urmărește rămășițele umanității care s-au adăpostit într-un tren de lux în continuă mișcare. Proiectat și construit de excentricul miliardar dl Wilford, trenul este format din 1.001 vagoane și înconjoară globul de 2,7 ori pe an.  Mișcarea constantă a trenului asigură energie și previne înghețarea pasagerilor. De la catastrofă, populația trenului a devenit rigid împărțită pe clase sociale, prinsă într-o luptă revoluționară împotriva ierarhiei sociale strict impuse și alocării dezechilibrate a resurselor limitate. 

## Distribuție și personaje

### Principal
- Jennifer Connelly ca Melanie Cavill:[4] Șefa Ospitalității (departamentul care se ocupă cu relațiile între pasageri) și vocea trenului (responsabilă pentru anunțurile zilnice). Deși mulți dintre colegii ei resping pasagerii din clasa inferioară, Melanie este fascinată de ei, deoarece a crescut într-o familie modestă, cea ce explică simpatia ei față de aceștia. Majoritatea trenului crede că Melanie este reprezentantul domnului Wilford în transmiterea comenzilor către pasageri și echipaj. Mai târziu, se dezvăluie că Melanie și-a asumat identitatea acestuia și este, de fapt, mecanicul-șef al trenului, lucrând neobosit pentru a-l menține funcțional. Melanie s-a confruntat cu povara de a conduce trenul în călătoria sa globală și în a gestiona problemele pentru a menține ordinea. Puțini conștienți de adevărata sa identitate, aceasta încearcă din răsputeri să mențină mitul lui Wilford și să-și păstreze identitatea secretă.[5] În cele din urmă, pasagerii trenului află adevărul, ceea ce duce la o revoltă a Clasei Întâi față de ea și totodată a Cozii și Clasei a Treia față de Clasa Întâi, Melanie trecând în cele din urmă de partea lui Layton. După revoluție, Melanie predă oficial conducerea trenului lui Layton și își reia atribuțiile de inginer șef, dar planurile sale de a rămâne pe termen nelimitat în locomotivă sunt amenințate de sosirea domnului Wilford și de întoarcerea surpriză a fiicei sale, Alexandra, presupusă a fi moartă. În al doilea sezon, Melanie pleacă de la bordul trenului pentru a găsi un loc pe care omenirea să-l poată recoloniza. În finalul celui de-al doilea sezon, Layton și Alex descoperă că Melanie și-a sacrificat ultima putere pentru a-și proteja datele înainte de a intra în Îngheț, asigurându-se că omenirea va avea un viitor.
- Daveed Diggs ca Andre Layton: Un fost detectiv, care își petrece zilele în Coadă și un rebel periculos care ajută la coordonarea și conducerea unei revoluții împotriva clasei I, pentru a îmbunătăți condițiile dure de viață din Coadă. Deoarece este singurul detectiv care a supraviețuit înghețului, el este recrutat de Melanie ca fiind detectiv al trenului, pentru a ajuta la rezolvarea unei serii de crime; implicându-l pe el și pe cei la care ține într-o luptă care ar putea răsturna ordinea din tren.[6] Layton își folosește noua poziție de detectiv al trenului pentru a investiga crimele, adunând în același timp informații și sprijin pentru revoluția din Coadă și de la Clasa a III-a. După un conflict sângeros, revoluția lui Layton reușește și Melanie îi oferă oficial conducerea trenului. Planificând inițial implementarea unui nou guvern democratic, planurile sale sunt amenințate de sosirea domnului Wilford. Inițial dușmani, Layton și Melanie au lăsat disputele de-o parte pentru a salva Expresul și a răsturna sistemul de clase. La sfârșitul celui de-al doilea sezon, Layton își creează propriul tren pirat din primele zece vagoane ale Expresului pentru a opune rezistență lui Wilford, luând cu el câțiva dintre cei mai de încredere oameni ai săi și ai lui Melanie.
- Mickey Sumner ca Bess Till: Face parte din Frânari, empatică și pricepută, este un fost ofițer debutant în primul an de la secția de poliție din Detroit, care a asistat la autodistrugerea departamentului în timpul înghețului. Se trezește în centrul unei serii de crime care stârnește haos la bordul trenului. Ea are o relație romantică serioasă cu Jinju și, ulterior, trece la clasa a doua pentru a fi cu ea.[7] Asistând la nedreptățile sistemului de clase, decide să susțină revoluția lui Layton, care i-a costat relația cu Jinju. Drept urmare, ea devine unul dintre cei mai de încredere prieteni și aliați ai lui Layton. În sezonul 2, Layton o promovează ca detectiv al trenului. Se alătură trenului pirat al lui Layton la sfârșitul sezonului.
- Alison Wright ca Ruth Wardell: Adjunctul lui Melanie în Ospitalitate, ajută la îngrijirea pasagerilor de clasa întâi și supraveghează Coada. Înainte de îngheț, ea conducea un motel în Kendal și a fost recrutată personal pentru Expres de domnul Wilford.[8] Inițial prietenă cu Melanie, se simte trădată din cauza dezvăluirilor recente ale secretelor pe care Melanie le ascundea de ea și de restul trenului. După revoluție, Ruth este acum șefa Ospitalității și este inițial încântată de întoarcerea domnului Wilford, dar începe să se întrebe dacă Layton sau Wilford sunt cu adevărat cel mai bun lucru pentru tren. Când este întrebată de Layton, Ruth insistă că loialitatea ei este față de tren și de pasageri este mai presus de cea față de Wilford. Ulterior, ea acționează ca parte a consiliului de conducere al lui Layton alături de domnișoara Audrey, Roche și Bennett Knox, dar el continuă să fie reticent în a avea încredere în ea. După ce a văzut cruzimea lui Wilford, Ruth se alătură complet lui Layton, dar este accidental lăsată în urmă cu Wilford când Layton creează un tren pirat separat.
- Lena Hall ca Miss Audrey: Doamnă a Vagonului de Noapte; o vizuină din clasa a III-a a prostituției (în cea mai mare parte) platonică și a vindecării spirituale, este o cântăreață vicleană care cunoaște cele mai întunecate secrete ale trenului. Ea reprezintă Clasa a III-a și este foarte vocală cu privire la cruzimea diferențelor sociale la bordul  și urmărește oportunități de a cere mai multă conștiință socială în tren, inclusiv sprijinirea revoluției lui Layton. În sezonul 2, ea se confruntă cu întoarcerea domnului Wilford. Ea îi dezvăluie lui Layton că a fost odată o escortă care l-a servit personal pe Wilford ani de zile și s-a străduit să-și lase trecutul în spatele ei. La rândul său, Wilford se arată că are o afecțiune pentru ea. S-a dezvăluit că cei doi au o relație sadomasochistă, domnișoara Audrey fiind partidul dominant. Mai târziu, ea se alătură lui Wilford, ajutându-l împotriva celor din Expres. Când Layton creează un tren pirat separat, ea este luată ostatică de echipajul lui Layton pentru a asigura siguranța lui Zarah.[9]
- Iddo Goldberg ca Bennett Knox: Unul dintre inginerii trenului, care se află în cunoștința identității lui Melanie. Este unul dintre designerii originali ai Expresului, făcându-l unul dintre puținii pasageri care cunoaște cele mai profunde secrete ale trenului. El este extrem de loial față de Melanie, cu care are o relație. Când apare Big Alice și domnul Wilford rămâne loial Expresului și lui Melanie, făcînd o alianță cu Layton pentru a proteja trenul împreună în absența lui Melanie. Ulterior, el acționează ca parte a consiliului de conducere al lui Layton alături de domnișoara Audrey, Roche și Ruth Wardell. La sfârșitul celui de-al doilea sezon, se alătură trenului pirat al lui Layton ca unul dintre ingineri.[10]
- Susan Park ca Jinju Seong (sezonul 1): Ofițer agricol la bordul Expresului care locuiește în clasa a II-a, ea este, de asemenea, cea mai bună bucătăreasă la cel mai bun restaurant al trenului și un membru al elitei trenului. Ea a avut o relație romantică serioasă cu Bess și cunoaște identitatea lui Melanie. După revoluție, ea și Till se despart din cauza opiniilor diferite.[11]
- Katie McGuinness ca Josie Wellstead: O Codașă cu o personalitate puternică, care are grijă de Miles și de alți copii din Coadă și folosește cunoștințele din timpul ei ca medic veterinar înainte de îngheț pentru a trata bolnavii sau răniții. Andre începe să pridă sentimente pentru ea după plecarea lui Zarah din Coadă.[12] Ea a făcut parte din revoltele din Coadă și își asumă riscuri mari în numele comunității sale. Mai târziu, se presupunea că a fost înghețată, după ce a încercat să o omoare pe Melanie, care a torturat-o. În al doilea sezon, s-a dezvăluit că a supraviețuit, deși grav rănită. Primind tratament de la soții Headwood în Big Alice, Josie dezvoltă o rezistență la frig asemănătoare cu cea a lui Icy Bob și primește o nouă mână protetică. Se alătură echipajului trenului pirat al lui Layton la sfârșitul celui de-al doilea sezon.
- Sam Otto ca John "Oz" Osweiller: Un tânăr frânar, partener al lui Bess. El este mai dur și mai direct decât ea în relațiile cu pasagerii; totuși, comportamentul său ar putea proveni din traume emoționale. El a făcut referire la faptul că suferea de „tot”, care este scuza lui pentru a lua drogul Kronole.[13] A fost un jucător de fotbal britanic înainte de îngheț, crescut de o mamă singură care era o prostituată și îndepărtată emoțional de el. În revoluție, Oz își abandonează slujba de frânar și acum trăiește în clasa a treia cu LJ.
- Sheila Vand ca Zarah Ferami: Fosta soție a lui Andre care, incapabilă să se adapteze la modul de viață sărac, a părăsit Coada pentru a deveni barman în Vagonul de Noapte. Odată cu recrutarea lui Andre ca detectiv al trenului, ea este acum nevoită să-și confrunte trecutul.[14] Mai târziu, se descoperă că este însărcinată cu copilul lui Layton și, după revoluție, încearcă să își construiască o nouă viață și o a doua șansă cu Andre. În cel de-al doilea sezon, ea se alătură Ospitalității într-un efort de a contribui și de a acoperi decalajul dintre Layton și Ruth Wardell. Când Layton creează un tren pirat separat, Zarah decide să rămână în urmă, simțind că este mai sigură acolo și că Wilford nu îndrăznește să o rănească din cauza sarcinii.
- Roberto Urbina ca Javier "Javi" de la Torre:[4] Unul dintre inginerii Expresului și unul dintre puținii care știu de adevărata identitate a lui Melanie și pune adesea la îndoială moralitatea deciziilor luate de aceasta. El ajută adesea la conducerea trenului și folosește algoritmi avansați și sateliți vechii pentru a prezice în permanență mediul din jurul Expresului. În timpul revoluției, Javi se alătură Folgerilor la început, dar în cele din urmă îi trădează pentru tactica lor nemiloasă și o salvează pe Melanie. După revoluție, el continuă să lucreze cu Bennett și Melanie în locomotivă. În timpul efortului de a o recupera pe Melanie, Javi a fost atacat și mutilat de câinele lui Wilford, Jupiter.[12]
- Mike O'Malley ca Sam Roche: Frânar șef al Expresului, fost ofițer de poliție și ofițer de securitate al lui Wilford înainte de îngheț. A încercat să mențină ordinea trenului, dar a ajuns să se alieze cu Layton și, în cele din urmă, decide să susțină revoluția lui Layton. El, soția sa, Anne, și unul dintre cei trei copii ai săi au supraviețuit înghețului. În sezonul 2, el lucrează cu Layton și fostul său subaltern Bess Till pentru a menține ordinea în urma revenirii lui Wilford. El face parte din consiliul de conducere al lui Layton alături de Ruth Wardell, doamna Audrey și Bennett Knox, după plecarea lui Melanie din tren. Aproape de sfârșitul sezonului 2, el este pus în sertarele din Big Alice împreună cu familia sa.
- Annalise Basso ca Lilah "LJ" Folger Jr.: Fiica adolescentă a lui Lilah și Robert, trăiește cu părinții ei în clasa întâi, înconjurată de lux. Pare să fie liniștită și sârguincioasă, ea este mai târziu revelată ca un psihopat ucigaș și sadic, fiind totodată creierul din spatele crimelor în serie din Expres comise de garda ei de corp și iubitul ei Erik Sotto. Este expusă de Layton, arestată și găsită vinovată într-un tribunal. După moartea părinților ei în revoluție, LJ, orfană și lipsită de apărare, este evacuată din clasa întâi de către Pike și ajunge să trăiască în clasa a treia cu Oz. LJ își asumă cu reticență o slujbă de femeie de serviciu și se împrietenește cu Alex Cavill. În cele din urmă ajunge să aibă o relație cu Oz.[15]
- Jaylin Fletcher ca Miles: Un copil din Coadă, ai cărui părinți și sora au rămas în urmă să moară în îngheț când grupul lor de refugiați a invadat trenul, lăsându-l să fie crescut de Andre și Josie - restul Cozii se referă la el ca „Miles cu multe mile” ( ceea ce înseamnă că nimeni nu este conștient de numele său de familie). Inteligent și talentat, câștigă o râvnită ucenicie care îi permite să meargă în clasa a II-a. Mai târziu, el a fost numit rapid ucenic de către Melanie. El joacă un rol esențial în revoluție, dezvăluind adevărul despre înșelăciunea lui Melanie către LJ Folger și colaborând cu Bennett, Melanie și Layton pentru a-i ucide pe Folgeri și armata lor, detașând șapte vagoane din tren. În sezonul 2, se dezvăluie că Miles lucrează la ingineria sistemelor de viață și visează să fie unul dintre primii oameni care recolonizează planeta. Gabriel Jacob-Cross joacă rolul tânărului Miles.[16]
- Steven Ogg ca Pike: Un Codaș, care a fost condamnat, a servit în închisoarea județului Cook pentru jaf armat în momentul înghețuluii, dar a scăpat.[17][18] El estevăzut ca un lider împietrit și războinic în Coadă, deși acționează adesea ca un renegat și cu loialități schimbătoare. În sezonul 2, el începe un comerț ilicit între cele două trenuri pe care Layton le permite sub supravegherea sa. După asasinarea lui Terence la ordinele lui Layton, Pike suferă o cădere nervoasă.
- Rowan Blanchard ca Alexandra "Alex" Cavill: Fiica lui Melanie și inginer pe Big Alice, se credea că a murit în îngheț când mama ei a fost forțată să o lase în urmă când Expresul a părăsit Chicago în urmă cu șapte ani. În finalul sezonului 1, Alex se întoarce pe Big Alice. A petrecut șapte ani în Big Alice, dedicată lui Wilford. De asemenea, Wilford o manipulase pentru a o urâ pe Melanie, mama ei, convingând-o că Melanie „a furat” trenul și a lăsat-o în urmă. La reunirea lor, Alex și mama ei au început încet să reaprindă relația lor. Alex începe, de asemenea, să devină prietenă cu LJ Folger, în ciuda loialităților lor diferite. Alex îl abandonează în cele din urmă pe Wilford și se alătură trenului pirat al lui Layton.
- Sean Bean ca Mr. Wilford (sezonul 2): Miliardar excentric și inventator, domnul Wilford este puternicul creator al Expresului Zăpezii, venerat ca o figură asemănătoare lui Mesia, care și-a folosit compania, Wilford Industries, pentru a-și reface trenul de linie de lux, „Wilford's Dreamliner” și calea ferată globală într-o arcă , Snowpiercer, pentru a salva o populație mică de la îngheț (deși, în adevăr, Melanie a efectuat lucrările de inginerie pentru a face acest lucru posibil și el și-a asumat creditul). Se crede inițial că este inginerul șef al trenului și este reprezentat exclusiv de Melanie, dar se descoperă ulterior că Melanie și-a asumat identitatea și este adevăratul inginer; Se credea că Wilford a murit în timpul înghețului, după ce Melanie l-a abandonat pentru a muri la îmbarcare, crezând că rămășițele umanității nu vor supraviețui sub conducerea lui. Această revelație a dus la o încercare de lovitură de stat a pasagerilor bogați din clasa întâi și la o revoluție din partea secțiunilor Coada și clasa a treia. În finalul sezonului 1, după revoluție, Wilford revine în controlul unui tren secundar de aprovizionare, Big Alice, și acostează cu Expresul Zăpezii. Cu noua sa tehnologie și un plan, Wilford intenționează să reia comanda ambelor trenuri. Prenumele său se revelează a fi Joseph în „O mare odisee”. Vocea sa (necreditată) este auzită într-o înregistrare doctorizată în „Accesul este putere”.[19][20][21]
- Archie Panjabi ca Asha (sezonul 3)[22]
- Chelsea Harris ca Sykes (sezonul 3;[23]  sezonul 2): Șeful de securitate al domnului Wilford în Big Alice, Sykes este loială lui Wilford. La sfârșitul celui de-al doilea sezon, Sykes este capturată de Bennett Knox și rămâne prizonieră la bordul trenului pirat al lui Layton.

### Personaje secundare
- Aaron Glenane ca ultimului australian: un Codaș fermecător din Perth, cu o dorință intensă de a supraviețui și de a avea copii, pentru că, din câte știe, este ultimul australian. Se dezvăluie că adevăratul său nume este Murray, deși nimeni nu îi spune așa. În sezonul 2, Murray află că nu este de fapt ultimul australian, deoarece există un alt australian la bordul Big Alice, Emilia, care se credea și ea ultima. [24]
- Karin Konoval ca Dr. Pelton: medic al Expresului Zăpezii care locuiește în clasa a doua, care se trezește prins în politica de la bordul trenului. Mai târziu, ea susține revoluția lui Layton, ascunzându-l pe el și pe Josie și tratând răniții. În sezonul 2, ea rămâne unul dintre cei mai de încredere suporteri ai lui Layton și este adesea văzută reprezentând clasa a doua în discuții.
- Aleks Paunovic ca Bojan „Boki“ Boscovic: Liderul Frânarilor din Expresul Zăpezii, una dintre cele mai periculoase locuri de muncă la bordul trenului, el are un aspect mare și de temut; cu cicatrici, degerături și urechi împietrite, dar este optimist și glumește despre frig și pericolele de la locul de muncă. [25] Loialitatea sa față de domnul Wilford devine o problemă pentru Layton și democrația sa fragilă după întoarcerea sa. Boki dezvăluie că lucrează pentru Wilford de la vârsta de paisprezece ani și îi vine greu să creadă că Wilford îi va trăda încrederea, chiar și după ce ceilalți Frânari vor fi uciși. După ce a reparat sabotajul lui Wilford asupra trenului, văzând trădarea lui Wilford cu ochii lui, el deviază complet în partea lui Layton. Se pare că este ucis în finalul celui de-al doilea sezon, când vagonul-acvariu este distrus.
- Happy Anderson ca Dr. Henry Klimpt (sezonul 1): un om de știință și cercetător, devenit medic, care trăiește în clasa a doua. El îi supraveghează pe cei destul de nefericiți pentru a fi condamnați la sertare. Mai târziu, el susține revoluția lui Layton. [26]
- Timothy Murphy V. ca Nolan Gray (sezonul 1, oaspeți sezonul 2): Comandantul forței de securitate din Expresul Zăpezii. Îi place să păstreze lucrurile sub control și să-și murdărească mâinile în luptă.  Se presupune că este mort după penultimul episod din sezonul 1, când Layton, Melanie, Bennett și Miles au decuplat șapte vagoane. În al doilea sezon, el reapare în flashback-uri în noaptea în care a urcat în tren.
- Kerry O'Malley ca Lilah Folger, Sr. (sezonul 1): un pasager din clasa întâi care l-a cunoscut pe domnul Wilford înainte de îngheț și un fost avocat corporativ, care își protejează cu înverșunare fiica, LJ și restul clasei I, cu care împărtășește un interes major în menținerea securității și privilegiilor sale. [27] Ea, împreună cu soțul ei, sunt amândoi presupuși morți după penultimul episod din sezonul 1, când Layton, Melanie, Bennett și Miles au decuplat șapte vagoane.
- Vincent Gale ca Robert Folger (sezonul 1): un pasager din clasa întâi care l-a cunoscut pe domnul Wilford înainte de îngheț și care este convins că clasa întâi este esențială pentru bunăstarea Expresului Zăpezii și că clasa a treia și secțiunea coadă sunt dispensabile. El profită de revelația suplinirii lui Wilford de către Melanie pentru a conduce o încercare de lovitură de stat pentru a o scoate din poziția sa, fapt care a dus la revoluția lui Leyton. El, împreună cu soția sa, sunt presupuși morți după penultimul episod din sezonul 1, când Layton, Melanie, Bennett și Miles au decuplat șapte vagoane.
- Jonathan Lloyd Walker ca Big John (sezonul 1): un Codaș care lucrează la Salubritate împreună cu alții din Coadă; o muncă care este aspră, asemănătoare sclaviei. Este ucis în revoluție.
- Shaun Toub ca Terence: Portarul din la Expresul Zăpezii care trăiește în clasa a treia, este un portar fermecător, convingător și în cele din urmă periculos, transformat în gangster care stăpânește Piața Neagră cu o putere enigmatică, inspirând o loialitate acerbă în armata sa de minioni. El este ucis de Pike sub ordinele lui Layton pentru că a amenințat siguranța lui Josie. [28]
- Fiona Vroom ca Mary-Elizabeth Gillies: O învățătoare la bordul Expresului Zăpezii care trăiește în clasa a doua, care este responsabilă pentru educarea generație următoare de la bordul trenului.  Jurată la tribunalul LJ Folger, ea susține mai târziu revoluția lui Layton.
- Bryan Terrell Clark  ca pastorul Logan (sezonul 2): un preot de pe Expresul Zăpezii care o sfătuiește pe Bess Till în legătură cu luptele sale de după revoluție. În cele din urmă, se arată că este un susținător al lui Wilford. După ce a fost expus, pastorul Logan se sinucide expunându-și în mod intenționat capul la îngheț.
- Tom Lipinski ca Kevin McMahon (sezonul 2): Șeful Ospitalității în Big Alice. Capturat pentru scurt timp și reținut ca prizonier de Layton și de rebeli în urma unui raid eșuat asupra Big Alice, el este eliberat în schimbul lui Melanie și se pare că este obligat de Wilford să se sinucidă ca un act de loialitate după ce a divulgat informații despre Big Alice echipajului Expresului Zăpezii. Mai târziu s-a dezvăluit că este încă în viață.
- Damian Young ca domnul Headwood (sezonul 2): Un om de știință excentric pe Big Alice alături de soția sa, care lucrează la experimente ilicite cu privire la îngheț.
- Sakina Jaffrey ca doamna Headwood (sezonul 2): un om de știință excentric pe Big Alice alături de soțul ei, cu care dezbate adesea agenda domnului Wilford, în timp ce lucrează la experimente secrete în numele său.
- Andre Tricoteux ca Icy Bob (sezonul 2): O brută îngrozitoare la bordul Big Alice, Icy Bob este cea mai mare și mai înfricoșătoare armă a domnului Wilford. Cu toate acestea, el nu pare să fie nepăsător de situația dificilă de la bordul Expresului Zăpezii, păstrând tăcerea despre spionajul lui Josie. După ce a sabotat aportul de apă al Expresului Zăpezii în „Inginerul etern”, Icy Bob suferă răni din cauza frigului, dincolo chiar de capacitatea sa de a supraviețui și moare.
- Georgina Haig ca Emilia (sezonul 2): O croitoreasă și prietena lui Alex în Big Alice, Emilia este australiană, din Perth, care a crezut că este ultima australiană până când l-a întâlnit pe Murray.
- Elaine Kao ca Anne Roche (sezonul 2): soția lui Sam.

### Personaje scenice
- Kwasi Thomas ca Z-Wreck: un Codaș care este închis în sertare după revoluția eșuată. Mai târziu este salvat de ultimul australian și vine în ajutorul lui Layton și Roche împreună cu Strong Boy.
- Miranda Edwards ca Lights: o codașă și expert în electronică [29]
- Emma Oliver ca Winnipeg „Winnie”: un copil din Coadă, fiica lui Suzanne și sora lui Patterson. Winnie participă la revoluția eșuată, folosind o mână tăiată pentru a deschide o ușă, ceea ce duce la pedepsirea mamei sale cu înghețarea întregului braț. Winnie ajunge să-și piardă atât mama, cât și fratele, ca urmare a revoluțiilor. În sezonul 2, ea a fost adoptată de Lights și adesea ajută prin difuzarea de mesaje și alte sarcini mici pentru Layton.
- Manoj Sood ca Rajiv Sharma: un pasager din clasa întâi și președintele comitetului lor (deși nu are nicio autoritate reală). [30]
- Ian Collins ca Tristan: un pasager din clasa întâi și asistentul lui Ruth.
- Renée Victor ca Mama Grandé: O Codașă care nu vorbește aproape deloc engleză și este bunica lui Santiago. Supraviețuiește morții nepotului ei în revoluție și alege să rămână în Coadă.
- Michel Issa Rubio ca Santiago (sezonul 1): [31] Un Codaș, nepotul mamei Grandé și unul dintre prietenii lui Layton. El moare în penultimul episod din sezonul 1 când Layton, Melanie, Bennett și Miles au decuplat șapte vagoane; Layton n-a avut suficient timp pentru a-și salva prietenii din acele vagoane.
- Kurt Ostlund ca Strong Boy: Un Codaș, un tânăr mut care ia parte la revoluția eșuată. Drept urmare, el este blocat în sertare. Strong Boy este salvat ulterior de ultimul australian și, inexplicabil, poate vorbi mandarina după ce a fost trezit din sertare. Îl ajută pe Layton împotriva comandantului Gray în revoluție și supraviețuiește pentru a se bucura de beneficii. În sezonul 2, începe să-și recapete abilitatea de a vorbi engleză.
- Tom Kirk ca Clay (sezonul 1): un pasager de clasa a treia și barman care lucrează în Vagonul de Noapte lângă Audrey și Zarah. El moare în penultimul episod din sezonul 1 când Layton, Melanie, Bennett și Miles au decuplat șapte vagoane.
- Stephen Lobo ca Martin Colvin: un pasager din clasa întâi care o avertizează pe Melanie despre revoluția planificată a familia Folger. Mai târziu, el susține revoluția lui Layton, oferindu-le în secret un pistol, deoarece Martin nu vrea ca Folgerii sau comandantul Gray să preia trenul.
- Yee Jee Tso ca York Lam: un pasager din clasa întâi și prieten al lui Martin.
- Dylan Schmid ca Patterson (sezonul 1): un tânăr Codaș, fiul lui Suzanne și fratele mai mare al lui Winnie. După revoluția eșuată, mamei lui îi este înghețat brațul și în cele din urmă moare de la infecție, lăsându-l pe Patterson să conducă familia. El moare în lupta din Vagonul de Noapte, în revoluția lui Layton.
- William Stanford Davis ca Mr. Riggs (sezonul 1): un Codaș religios devotat și unul dintre prietenii lui Layton. El moare în penultimul episod din sezonul 1 când Layton, Melanie, Bennett și Miles au decuplat șapte vagoane.
- Madeleine Arthur ca Nicolette "Nikki" Genêt (sezonul 1): un pasager din clasa a treia despre care se credea că se află în spatele primei crime din Expresul Zăpezii și ca urmare a fost închisă în sertare. Odată cu noua rundă de crime, ea este eliberată ca martor, dar rămâne într-o stare catatonică . Mai târziu este ucisă de Erik Sotto, dar apare într-unul dintre coșmarurile lui Layton în timp ce acesta se află în sertare.
- Ellie Harvie ca notarul: o femeie a cărei sarcină este să supravegheze înregistrarea tuturor evenimentelor de pe Expresul Zăpezii . Ca parte a acestei slujbe, ea supraveghează execuțiile revoluționarilor capturați, dar se pare că ajută planul lui Jinju de a o salva pe Melanie dându-i timp ei și lui Javi pentru a o scoate pe Melanie.
- Amanda Brugel ca Eugenia: un pasager din clasa întâi, care inițial a investit 400 de milioane de dolari pentru a construi trenul . Mai târziu este unul dintre asasinii care îi ucide pe frânari. După ce a preluat controlul asupra Expresului Zăpezii, Wilford o execută pe Eugenia și pe ceilalți asasini, făcându-i să respire aerul din exterior.
- Sarah Strange ca Suzanne (sezonul 1): O Codașă și mama lui Patterson și Winnie, al cărei braț este înghețat ca pedeapsă pentru rolul fiicei sale în revoluția eșuată. În ciuda eforturilor fiului ei și a lui Josie, Suzanne moare mai târziu de o infecție cauzată de brațul pierdut.
- Gary Hetherington ca Walter Flemming (sezonul 1): un pasager din clasa a treia și fabricant de hârtie la bordul trenului . Jurat la tribunalul LJ Folger, el susține mai târziu revoluția lui Layton și este executat ulterior pentru acțiunile sale.
- Jane McGregor ca Astrid: o fostă Codașă care a reușit să se mute din Coadă cu ani în urmă, deoarece a fost aleasă pentru ucenicie. Acum locuiește în clasa a treia, și lucrează în procesarea alimentelor de pe tren. Ea își menține loialitatea ei față de Coadă și ajută la pregătirea revoluției. În sezonul 2, ea o ajută pe Dr. Pelton în tratarea răniților după revoluție.
- Matt Murray ca Erik Sotto (sezonul 1): un ofițer de securitate privată de primă clasă și fost pușcaș marin, care a fost angajat să fie garda de corp a familiei Folger în timpul înghețului. Este iubitul lui LJ.
- Mark Margolis ca Old Ivan (sezonul 1): un Codaș rus, cea mai în vârstă persoană din tren, mentorul lui Layton și un membru de lungă durată, respectat în Coadă. După ce a sărbătorit 84 de ani (posibil cel mai bătrân om rămas pe Pământ), el se spânzură, provocând revolta din Coadă. [32]

## Episoade

### Prezentare generală a seriei
| Sezonul | Sezonul | Episoade | Episoade | Premiera TV      | Premiera TV       |
| Sezonul | Sezonul | Episoade | Episoade | Prima transmisie | Ultima transmisie |
| ------- | ------- | -------- | -------- | ---------------- | ----------------- |
|         | 1       | 10       | 10       | 17 mai 2020      | 12 iulie 2020     |
|         | 2       | 10       | 10       | 25 ianuarie 2021 | 29 martie 2021    |

### Sezonul 1 (2020)
| Nr. în serial | Nr. în sezon | Titlu                                  | Regizat de          | Scenarist                                     | Data difuzării | U.S. telespectatori (milioane) |
| --- | ------------ | -------------------------------------- | ------------------- | --------------------------------------------- | -------------- | ------------------------------ |
| 1 | 1            | „Întâi, s-a schimbat vremea”           | James Hawes         | Poveste de: Josh Friedman and Graeme Manson   | 17 mai 2020    | 1.94                           |
| Locuitorii de la Coadă își pregătesc următoarea revoltă. Melanie de la Ospitalitate îl recrutează pe liderul codașilor, Layton, pentru a o ajuta cu o investigație.        |              |                                        |                     |                                               |                |                                |
| 2 | 2            | „Ne ținem bine”                        | Sam Miller          | Donald Joh                                    | 24 mai 2020    | 1.16                           |
| Câțiva codași sunt pedepsiți pentru încercarea de revoltă. Layton și frânarul Till examinează detalii ale primei crime. Are loc un accident devastator.                    |              |                                        |                     |                                               |                |                                |
| 3 | 3            | „Accesul înseamnă putere”              | Sam Miller          | Lizzie Mickery                                | 31 mai 2020    | 1.22                           |
| Layton insistă să discute cu Nikki și cercetează trecutul lui Sean. Melanie și Roche află mai multe despre Kronol. Se organizează un eveniment pentru a delecta pasagerii. |              |                                        |                     |                                               |                |                                |
| 4 | 4            | „Fără creatorul lor”                   | Frederick E.O. Toye | Hiram Martinez                                | 7 iunie 2020   | 1.19                           |
| O nouă crimă întețește căutarea vinovatului, iar Layton și Melanie se îndreaptă spre primele vagoane pentru a investiga. Codașii încearcă să afle vești despre Layton.     |              |                                        |                     |                                               |                |                                |
| 5 | 5            | „Dreptatea n-a prins trenul”           | Frederick E.O. Toye | Chinaka Hodge                                 | 14 iunie 2020  | 1.18                           |
| Procesul unei suspecte în cazul crimelor duce la o revelație surprinzătoare. Till sărbătorește un eveniment important. Josie pleacă pe ascuns în căutarea lui Layton.      |              |                                        |                     |                                               |                |                                |
| 6 | 6            | „Problemele vin de unde nu te-aștepți” | Helen Shaver        | Aubrey Nealon & Tina de la Torre              | 21 iunie 2020  | 0.96                           |
| Clasa a Treia pune la cale un protest împotriva verdictului, Layton încearcă din greu să-și revină, iar Melanie trebuie să se ocupe de o urgență fără precedent în tren.   |              |                                        |                     |                                               |                |                                |
| 7 | 7            | „Universul e indiferent”               | Helen Shaver        | Donald Joh                                    | 28 iunie 2020  | 1.20                           |
| Îngrijorată că un secret întunecat despre tren va ieși la iveală, Melanie îl caută pe Layton. Josie încearcă să îl vadă pe Miles, iar Ruth are o întâlnire neașteptată.    |              |                                        |                     |                                               |                |                                |
| 8 | 8            | „Acestea sunt revoluțiile lui”         | Everardo Gout       | Poveste de: Hiram Martinez & Tina de la Torre | 5 iulie 2020   | 1.14                           |
| Cei de la Clasa Întâi o abordează pe Melanie cu privire la conducerea trenului, iar Layton și complicii săi își adună forțele pentru a mărșălui spre Locomotivă.           |              |                                        |                     |                                               |                |                                |
| 9 | 9            | „Trenul a cerut sânge”                 | James Hawes         | Aubrey Nealon                                 | 12 iulie 2020  | 1.27                           |
| Comandantul Grey, Ruth și familia Folger plănuiesc o lovitură împotriva rebelilor. Layton află un adevăr șocant. Melanie își așteaptă soarta în arest.                     |              |                                        |                     |                                               |                |                                |
| 10 | 10           | „994 de vagoane”                       | James Hawes         | Graeme Manson                                 | 12 iulie 2020  | 1.18                           |
| În urma unei schimbări la conducere, în tren se dezlănțuie haosul. O apariție surprinzătoare le aduce speranță unor pasageri și naște teamă în sufletul altora.            |              |                                        |                     |                                               |                |                                |

### Sezonul 2 (2021)
| Nr. în serial | Nr. în sezon | Titlu                             | Regizat de        | Scenarist                         | Data difuzării    | U.S. telespectatori (milioane) |
| --- | ------------ | --------------------------------- | ----------------- | --------------------------------- | ----------------- | ------------------------------ |
| 11 | 1            | „Poveste despre două trenuri”     | Christoph Schrewe | Graeme Manson                     | 25 ianuarie 2021  | 1.09                           |
| Big Alice controlează soarta Expresului zăpezii, dar Layton vrea să riposteze. La bordul trenului Big Alice, Melanie îl înfruntă pe dl Wilford și își regăsește fiica.     |              |                                   |                   |                                   |                   |                                |
| 12 | 2            | „Trezirea la viață”               | Christoph Schrewe | Aubrey Nealon                     | 1 februarie 2021  | 0.97                           |
| Layton și Wilford se întâlnesc în urma descoperirii științifice făcute de Melanie. Till investighează un atac asupra unui codaș. Zarah are parte de o surpriză la clinică. |              |                                   |                   |                                   |                   |                                |
| 13 | 3            | „Călătorie în necunoscut”         | David Frazee      | Zak Schwartz                      | 8 februarie 2021  | 0.87                           |
| Big Alice trebuie să ajute Expresul zăpezii să-și croiască o nouă cale. Melanie se pregătește pentru o misiune periculoasă afară, care ar putea schimba viața tuturor.     |              |                                   |                   |                                   |                   |                                |
| 14 | 4            | „Schimburi reciproce”             | David Frazee      | Kiersten Van Horne                | 15 februarie 2021 | 0.92                           |
| Wilford are parte de o cină de lux în Expresul zăpezii cât așteaptă vești de la Melanie. Vizita lui Wilford o neliniștește pe Audrey. Josie urcă la bordul lui Big Alice.  |              |                                   |                   |                                   |                   |                                |
| 15 | 5            | „Să ne păstrăm speranța”          | Leslie Hope       | Tiffany Ezuma                     | 22 februarie 2021 | 0.88                           |
| Wilford o invită pe Audrey la bordul lui Big Alice și plănuiește următoarea mișcare. Layton se confruntă cu o dilemă. Josie încearcă să transmită informații către Expres. |              |                                   |                   |                                   |                   |                                |
| 16 | 6            | „>Departe de Expresul zăpezii”    | Leslie Hope       | Donald Joh                        | 1 martie 2021     | 0.91                           |
| Mel sosește la stația de cercetare și face niște descoperiri uluitoare în timp ce luptă să supraviețuiască și rememorează viața dinaintea Înghețului.                      |              |                                   |                   |                                   |                   |                                |
| 17 | 7            | „Un singur răspuns”               | Rebecca Rodriguez | Tina de la Torre                  | 8 martie 2021     | 0.83                           |
| Till se apropie de responsabilii pentru cel mai recent măcel. Wilford îi pune la încercare loialitatea lui Audrey. Ruth are o revelație în timp ce Layton e luat în vizor. |              |                                   |                   |                                   |                   |                                |
| 18 | 8            | „Inginerul etern”                 | Rebecca Rodriguez | Renée St. Cyr                     | 15 martie 2021    | 0.89                           |
| Pasagerii trenului sunt tot mai nemulțumiți de Layton, iar o urgență la locomotivă îl obligă pe acesta să apeleze la o persoană care nu îi inspiră deloc încredere.        |              |                                   |                   |                                   |                   |                                |
| 19 | 9            | „Spectacolul trebuie să continue” | Clare Kilner      | Zak Schwartz & Kiersten Van Horne | 29 martie 2021    | 0.87                           |
| Wilford preia controlul asupra Expresului zăpezii, iar apropiații lui Layton așteaptă neliniștiți să-și afle soarta. Josie își testează abilitățile nou-dobândite.         |              |                                   |                   |                                   |                   |                                |
| 20 | 10           | „În mijlocul pustiului alb”       | Clare Kilner      | Graeme Manson & Aubrey Nealon     | 29 martie 2021    | 0.82                           |
| Trenul se apropie de locul de unde echipa trebuie să o recupereze pe Melanie, iar Layton conduce încercarea furibundă de a o aduce la bord, însă nu fără sacrificii.       |              |                                   |                   |                                   |                   |                                |

## Producție

### Dezvoltare
În noiembrie 2015, studiourile Tomorrow de la Marty Adelstein au ales drepturile pentru a dezvolta o serialul bazat pe filmul din 2013 Snowpiercer, care a fost adaptat din romanul grafic francez din 1982 Le Transperceneige de Jacques Lob, Benjamin Legrand și Jean-Marc Rochette . Regizorul filmului Bong Joon-ho a fost numit ca producător executiv alături de Adelstein și Josh Friedman, acesta din urmă urmând să scrie scenariul.  Un an mai târziu, în noiembrie 2016, proiectului i s-a ordonat să piloteze împreună cu scripturile de rezervă de către TNT împreună cu Friedman pentru a servi ca showrunner .  În mai 2017, s-a anunțat că Scott Derrickson va conduce pilotul scris de Friedman.  Pilotul a fost preluat în serie în ianuarie 2018.   Mai târziu în acea lună, Friedman a fost eliminat din proiect de către TNT din cauza „diferențelor creative” cu rețeaua.  Graeme Manson a fost numit în locul lui Friedman ca showrunner luna următoare.  În iunie Derrickson a refuzat să se întoarcă pentru reluări asupra pilotului din cauza unor dispute creative cu Manson.
La mai puțin de două săptămâni mai târziu, James Hawes s-a alăturat serialului în iulie ca producător co-executiv și regizor pentru a supraveghea reluările pentru pilot.  Potrivit lui Manson, aproape nimic din filmările pilotului original nu a fost folosit în afara unei scene cu efecte speciale, iar această remediere a fost principala cauză a întârzierii de un an a premierei emisiunii.  Mai târziu în acea lună, Netflix a preluat drepturile de distribuție internațională pentru a transmite serialul în afara Statelor Unite și Chinei.  În mai 2019, s-a anunțat că serialul va fi difuzat pe TBS în loc de TNT pentru premiera din primăvara anului 2020 și că un al doilea sezon a fost deja confirmat de rețea.  În luna respectivă, s-a anunțat, de asemenea, că Huanxi Media Group a semnat pentru a difuza primele două sezoane exclusiv în China.  Manson va reveni ca showrunner pentru al doilea sezon.   În septembrie 2019, decizia de a schimba rețelele a fost inversată, serialul fiind încă o dată difuzată pe TNT.  În 19 ianuarie 2021, înainte de premiera celui de-al doilea sezon, TNT a reînnoit serialul pentru un al treilea sezon. 

### Scenariu
Serialul este conceput pentru a fi o nouă ecranizare a continuității filmului original din 2013. Povestea are loc la șapte ani după o catastrofă climatică care a făcut lumea exterioară nelocuibilă, forțând rămășițele umanității să trăiască închise în interiorul unui tren masiv care înconjoară în mod constant globul. Serialul urmărește lupta pe clase sociale, deoarece pasagerii trenului sunt separați pe baza stării lor materiale.  Starul serialului, Daveed Diggs a spus că serialul va „lărgi exponențial” lumea stabilită de film și de romanul grafic din 1982. „Acesta este unul dintre avantajele serialului, ai timp”, a spus Diggs, „așa că politica care este sugerată în film este explorată mult mai profund și mecanismul trenului [este explorat în continuare] ".  La turneul de presă al Asociației Criticilor de Televiziune din 2017, președintele TNT și TBS, Kevin Reilly, a dezvăluit că seria Expresul Zăpezii ar fi asemănătoare cu o „emisiune de nave spațiale” datorită faptului că conținute și că va prezenta un mister în timpul primului sezon. 

### Casting
În mai 2017, Daveed Diggs a primit în rolul Layton Well.  Luna următoare, Jennifer Connelly și Mickey Sumner au obținut celelalte roluri principale ale Melaniei Cavill și, respectiv, Bess Till.   Distribuția a continuat pe tot parcursul lunii iunie cu Annalize Basso în rolul lui LJ Folger, Sasha Frolova în rolul lui Pixi Aariak, Alison Wright în rolul lui Ruth Wardell, Benjamin Haigh în rolul lui Fergus McConnell, Roberto Urbina în rolul lui Avi și Katie McGuinness în rolul lui Josie McConnell.    În luna august a fost anunțat că Susan Park s-a alăturat distribuției principale sub numele de Jinju.  În septembrie, Lena Hall a primit rolul lui Sayori.  În ianuarie 2018, Sheila Vand și Sam Otto au fost distribuiți în roluri nedezvăluite.  Vand a primit rolul Zarahei, în timp ce Otto îl va juca pe John "Oz" Osweiler.   În august 2018, Iddo Goldberg și Jaylin Fletcher au fost adăugați în rolurile lui Bennett și, respectiv, Miles.  
Distribuția pentru o serie de roluri recurente a fost, de asemenea, anunțată în luna august, inclusiv Steven Ogg în rolul lui Pike, Timothy V. Murphy în rolul comandantului Gray, Happy Anderson în rolul lui Klimpt, Jonathan Lloyd Walker în rolul lui Big John și Aleks Paunovic în rolul lui Bojan Boscovic.    Luna următoare, Shaun Toub și Kerry O'Malley au fost adăugați la distribuția recurentă ca Terence și, respectiv, Lilah Folger.   În octombrie 2018, Aaron Glenane a fost primit rolul ultimului australian alături de Fiona Vroom în rolul doamnei Gillies.  În martie 2019, Rowan Blanchard a fost primit rolul Alexandrei Cavill, ca personaj recurent.  Promovarea lui Blanchard la distribuția principală pentru cel de-al doilea sezon a fost confirmată prin reînnoirea serialului din mai.  În iunie 2019, Ogg a fost, de asemenea, promovat la statutul de personaj regulat pentru al doilea sezon.  În octombrie 2019, Chelsea Harris a fost anunțată în rolul recurent al lui Sykes.  Mai târziu în acea lună, s-a anunțat, de asemenea, că Sean Bean va fi un personaj regulat pentru al doilea sezon.  În noiembrie, Tom Lipinski a fost adăugat la distribuția recurentă a celui de-al doilea sezon ca Kevin.  În decembrie 2019, Sakina Jaffrey și Damian Young s-au alăturat distribuției recurente a celui de-al doilea sezon ca doamna și respectiv domnul Headwood.  Pe 16 februarie 2021, Archie Panjabi a fost promovat ca personaj regulat pentru al treilea sezon.  La 4 martie 2021, Chelsea Harris a fost promovată ca personaj regulat pentru al treilea sezon. 

### Filmare
În ianuarie 2017, s-a raportat că filmările pentru serial urmau să înceapă la jumătatea lunii martie a acelui an.  Până pe 25 septembrie, directorul Scott Derrickson a indicat că producția pentru serial a început oficial.   Reluările pentru pilot, supravegheate de noul regizor James Hawes, au început pe 20 august 2018 în Vancouver, Columbia Britanică și s-au încheiat pe 24 ianuarie 2019.   Fotografia principală pentru al doilea sezon a avut loc pe 21 octombrie 2019 în Langley, Columbia Britanică și inițial era de așteptat să se încheie pe 20 martie 2020.  În martie 2020, producția a fost oprită din cauza pandemiei COVID-19 .  Lena Hall, care o interpretează pe Miss Audrey, a confirmat în iulie 2020 că ultimul bloc de episoade din sezonul 2 - episoadele 9 și 10 - erau filmate.  Începând cu 11 martie 2021, filmările pentru al treilea sezon sunt în desfășurare până cel puțin în iulie. 

### Design
În ciuda rădăcinilor serialului ca roman grafic și film, designerului de producție Barry Robison i s-a spus să dea trenului „propria identitate”. El a conceput masiva locomotivă pe o „bucată de hârtie foarte, foarte lungă”, desenând întregul tren în „aproximativ trei zile”. Echipa sa de design din Vancouver și-a propus apoi să construiască aproximativ 20 din cele 1.001 de vagoane de diferite dimensiuni pe patru etape, ținând seama de ordinele TNT de a nu face trenul să pară „prea științific”. Construcția fiecărui vagon cu clase contrastante a durat mai puțin de șase săptămâni și a fost aprobată de producătorul de serie și regizorul de film Bong Joon-ho . 

## Eliberare

### Transmisie
Serialul a debutat pe TNT în Statele Unite în primăvara anului 2020,   în timp ce Netflix a început să difuzeze serialul la nivel global în afara Statelor Unite și Chinei.  Huanxi Media Group urmează să difuzeze primele două sezoane exclusiv în China. 
Serialul fusese planificat inițial să aibă premiera pe 31 mai 2020  dar a fost mutată până la 17 mai 2020 la începutul lunii aprilie. Brett Weitz, directorul general al TNT, a declarat că premiera anterioară a avut legătură cu pandemia COVID-19.  La 8 octombrie 2020, la New York Comic Con, TNT a anunțat că cel de-al doilea sezon va avea premiera pe 25 ianuarie 2021. 

### Marketing
Membrii distribuției Connelly, Diggs, Wright, Sumner, Hall și Ogg au participat la San Diego Comic-Con International din 2019 împreună cu producătorii executivi Manson, Adelstein și Clements pentru a promova serialul și a lansa primul său trailer oficial.   Ca parte a promoției pentru serial, la eveniment au fost vândute batoane proteice din insecte care le imită cele din serial. 

## Recepție

### Răspuns critic
Agregatorul de recenzii Rotten Tomatoes a colectat 78 de recenzii, a identificat 62% dintre ele ca fiind pozitive și a raportat un rating mediu de 6,38 / 10 pentru primul sezon. Consensul criticilor site-ului web spune: „ Expresul Zăpezii ia un traseu diferit cu materialul său sursă, creând un mister ambițios de sci-fi cu stil de rezervă, dar cu puțin din mușcătura subversivă a adaptării teatrale a lui Bong Joon-ho”.  Metacritic a atribuit primul sezon un scor mediu ponderat de 55 din 100, pe baza a 25 de critici, indicând „recenzii mixte sau medii”. 
Pentru al doilea sezon, Rotten Tomatoes a raportat un rating de aprobare de 83% pe baza a 12 recenzii, cu un rating mediu de 7,31 / 10.. Metacritic a acordat celui de-al doilea sezon un scor mediu ponderat de 59 din 100 bazat pe 5 recenzii, indicând „recenzii mixte sau medii”. 

### Evaluări

#### Sezonul 1
| No. | Titlu                         | Premiera      | Rating (18–49) | Telespectatori (milioane) | DVR (18–49) | Spectatori DVR (milioane) | Total (18–49) | Total spectatori (milioane) |
| --- | ----------------------------- | ------------- | -------------- | ------------------------- | ----------- | ------------------------- | ------------- | --------------------------- |
| 1   | "First, the Weather Changed"  | May 17, 2020  | 0.5            | 1.94                      | 0.3         | 1.41                      | 0.8           | 3.35                        |
| 2   | "Prepare to Brace"            | May 24, 2020  | 0.3            | 1.16                      | 0.2         | 0.87                      | 0.5           | 2.03                        |
| 3   | "Access Is Power"             | May 31, 2020  | 0.3            | 1.22                      | 0.4         | 1.42                      | 0.7           | 2.65                        |
| 4   | "Without Their Maker"         | June 7, 2020  | 0.3            | 1.19                      | 0.3         | 1.33                      | 0.6           | 2.52                        |
| 5   | "Justice Never Boarded"       | June 14, 2020 | 0.3            | 1.18                      | 0.3         | 1.17                      | 0.6           | 2.36                        |
| 6   | "Trouble Comes Sideways"      | June 21, 2020 | 0.3            | 0.96                      | 0.2         | 1.20                      | 0.5           | 2.16                        |
| 7   | "The Universe Is Indifferent" | June 28, 2020 | 0.3            | 1.20                      | 0.3         | 1.25                      | 0.6           | 2.45                        |
| 8   | "These Are His Revolutions"   | July 5, 2020  | 0.3            | 1.14                      | 0.3         | 1.23                      | 0.6           | 2.37                        |
| 9   | "The Train Demanded Blood"    | July 12, 2020 | 0.3            | 1.27                      | 0.3         | 1.08                      | 0.6           | 2.35                        |
| 10  | "994 Cars Long"               | July 12, 2020 | 0.3            | 1.18                      | 0.3         | 1.22                      | 0.6           | 2.41                        |

#### Sezonul 2
| No. | Titlu                         | Premiera          | Rating (18–49) | Telespectatori (milioane) | DVR (18–49) | Spectatori DVR (milioane) | Total (18–49) | Total spectatori (milioane) |
| --- | ----------------------------- | ----------------- | -------------- | ------------------------- | ----------- | ------------------------- | ------------- | --------------------------- |
| 1   | "The Time of Two Engines"     | January 25, 2021  | 0.3            | 1.09                      | N/A         | N/A                       | N/A           | N/A                         |
| 2   | "Smolder to Life"             | February 1, 2021  | 0.3            | 0.97                      | N/A         | N/A                       | N/A           | N/A                         |
| 3   | "A Great Odyssey"             | February 8, 2021  | 0.2            | 0.87                      | 0.3         | 1.01                      | 0.5           | 1.88                        |
| 4   | "A Single Trade"              | February 15, 2021 | 0.3            | 0.92                      | 0.3         | 1.02                      | 0.5           | 1.94                        |
| 5   | "Keep Hope Alive"             | February 22, 2021 | 0.3            | 0.88                      | 0.3         | 1.11                      | 0.5           | 1.98                        |
| 6   | "Many Miles from Snowpiercer" | March 1, 2021     | 0.3            | 0.91                      | 0.2         | 1.04                      | 0.5           | 1.95                        |
| 7   | "Our Answer for Everything"   | March 8, 2021     | 0.2            | 0.83                      | 0.3         | 1.05                      | 0.5           | 1.87                        |
| 8   | "The Eternal Engineer"        | March 15, 2021    | 0.2            | 0.89                      | TBD         | TBD                       | TBD           | TBD                         |
| 9   | "The Show Must Go On"         | March 29, 2021    | 0.2            | 0.87                      | TBD         | TBD                       | TBD           | TBD                         |
| 10  | "Into the White"              | March 29, 2021    | 0.2            | 0.82                      | TBD         | TBD                       | TBD           | TBD                         |

### Premii și nominalizări
| An   | Asociere                                  | Categorie                                                                             | Nominalizat | Rezultat | Ref. |
| ---- | ----------------------------------------- | ------------------------------------------------------------------------------------- | --- | -------- | ---- |
| 2020 | Premiile internaționale de dramă din Seul | Cea mai populară dramă străină                                                        | style="background: #99FF99; color: black; vertical-align: middle; text-align: center; " class="yes table-yes2"\|Câștigat                     | [ 121 ]  |      |
| 2021 | Premiile pentru designeri de costume      | Excelență în televiziunea Sci-Fi / Fantasy                                            | style="background: #FDD; color: black; vertical-align: middle; text-align: center; " class="no table-no2"\|Nominalizare                      | [ 122 ]  |      |
| 2021 | Critics 'Choice Super Awards              | Cel mai bun actor dintr-un serial de acțiune                                          | style="background: #99FF99; color: black; vertical-align: middle; text-align: center; " class="yes table-yes2"\|Câștigat                     | </br>    |      |
| 2021 | Critics 'Choice Super Awards              | Cea mai bună actriță dintr-un serial de acțiune                                       | Jennifer Connelly \| style="background: #FDD; color: black; vertical-align: middle; text-align: center; " class="no table-no2"\|Nominalizare | </br>    |      |
| 2021 | Critics 'Choice Super Awards              | Cea mai bună actriță dintr-un serial de acțiune                                       | style="background: #FDD; color: black; vertical-align: middle; text-align: center; " class="no table-no2"\|Nominalizare                      | </br>    |      |
| 2021 | Premii pentru editori de sunet de film    | Realizare remarcabilă în editarea sunetului - Formă scurtă episodică - Dialog / ADR   | style="background: #FDD; color: black; vertical-align: middle; text-align: center; " class="no table-no2"\|Nominalizare                      | [ 125 ]  |      |
| 2021 | Premii pentru editori de sunet de film    | Realizare remarcabilă în editarea sunetului - Formă scurtă episodică - Efecte / Foley | style="background: #FDD; color: black; vertical-align: middle; text-align: center; " class="no table-no2"\|Nominalizare                      | [ 125 ]  |      |
| 2021 | Premii pentru editori de sunet de film    | Realizare remarcabilă în editarea sunetului - scurtă formă episodică - muzică         | style="background: #FDD; color: black; vertical-align: middle; text-align: center; " class="no table-no2"\|Nominalizare                      | [ 125 ]  |      |